# Ахштырское ущелье
Ахшты́рское уще́лье — часть горного хребта Ахцу, прорезанного рекой Мзымта в Адлерском районе города Сочи, Краснодарский край, Россия. Название — от близлежащего сёла Ахштырь. На одной из террас — Ахштырская пещера.
В 2014 году в Ахштырском ущелье начал работать парк приключений на высоте — Скайпарк Эй Джей Хаккетт Сочи.